# هوسار (قرية)
هوسار هي قرية تقع في جزيرة كالسوي في جزر فارو.